# Pleocoma marquai
Pleocoma marquai är en skalbaggsart som beskrevs av Hovore 1972. Pleocoma marquai ingår i släktet Pleocoma och familjen Pleocomidae. Inga underarter finns listade i Catalogue of Life.